# Système applicatif
En informatique, un système applicatif (SA) est une entité qui fait partie intégrante d'un système d'information (SI) donné.
Plusieurs systèmes applicatifs composent un système d'information.